# آسار رونلوند
آسار رونلوند (انگلیسی: Assar Rönnlund; ۳ سپتامبر ۱۹۳۵ – ۵ ژانویهٔ ۲۰۱۱) اسکی‌باز صحرانوردی اهل سوئد بود.